# Grutes de Catul
 
Grutes de Catul és el nom que reben les ruïnes d'una vil·la romana construïda entre finals del segle I aC i principis del segle I dC a l'extrem nord de la península de Sirmione, a la riba sud del llac de Garda .
El complex arqueològic, que al llarg del temps ha romàs sempre a l’aire lliure, ha estat objecte d’estudi acadèmic des del segle XV. Actualment, representa el testimoni més valuós del passat romà al territori de Sirmione i constitueix una troballa excepcional d’una vil·la romana al nord d’Itàlia. El jaciment, que inclou també el Museu Arqueològic de Sirmione, va ocupar el 27è lloc entre els llocs arqueològics més visitats d’Itàlia l’any 2013, amb 215.961 visitants i uns ingressos bruts totals de 504.700 €.

## Etimologia
El nom data del segle XV. El redescobriment dels poemes lírics de Catul d'aquella època —al poema 31, el poeta descriu el seu retorn a la seva estimada casa a Sirmione— va inspirar la connexió amb la vil·la romana. Les seves restes encara són visibles, tot i que majoritàriament cobertes de vegetació i enterrades fins al punt que semblaven una cova.
El primer a atribuir la vil·la a Catul va ser Marino Sanuto el Jove el 1483.  Aquesta hipòtesi va ser posteriorment adoptada per erudits i estudiosos, tot i que la vil·la visible avui dia va ser construïda després de la mort del poeta veronès. No hi ha proves sòlides per identificar la casa de Catul; tanmateix, el terme s'ha mantingut i encara s'utilitza avui dia.
Viatgers famosos van visitar la vil·la, com ara la marquesa de Màntua Isabel d'Este (el 1514 i el 1535) i l'arquitecte italià Andrea Palladio, que va estudiar les tècniques de construcció de la vil·la. 

## Història

Botteghe (substruccions al costat oest de la vil·la)

La gran vil·la, sota la qual es van trobar estructures del segle I aC, va ser construïda a principis del segle I dC . La vil·la devia ser abandonada al segle III quan part de la seva decoració arquitectònica es va reutilitzar a l'altra vil·la romana de Sirmione, situada a l'actual via Antiche Mura . Entre els segles IV i V, les imponents estructures supervivents de la vil·la es van incloure a les fortificacions que envoltaven la península de Sirmione i es van construir enterraments dins de les restes de l'edifici romà, utilitzat com a cementiri.
Al llarg dels segles, diversos cronistes i viatgers van visitar les ruïnes. Tanmateix, els primers estudis exhaustius van ser duts a terme el 1801 pel general Lacombe-Saint-Michel, el comandant de l'exèrcit napoleònic . Posteriorment, el comte veronès Giovanni Girolamo Orti Manara va dur a terme algunes excavacions i estudis publicats el 1856.
L’any 1939, la Superintendència Nacional de Patrimoni Arqueològic va posar en marxa un ambiciós programa d’excavacions i restauracions. Per garantir la protecció del conjunt arqueològic i del seu entorn natural, es va adquirir tota la zona el 1948. Durant la dècada de 1990, noves investigacions van confirmar que la construcció original es va realitzar seguint un projecte unitari, amb una distribució dels espais basada en criteris precisos d’axialitat i simetria. Finalment, l’any 1999 es va inaugurar un museu arqueològic dedicat a les troballes del jaciment.

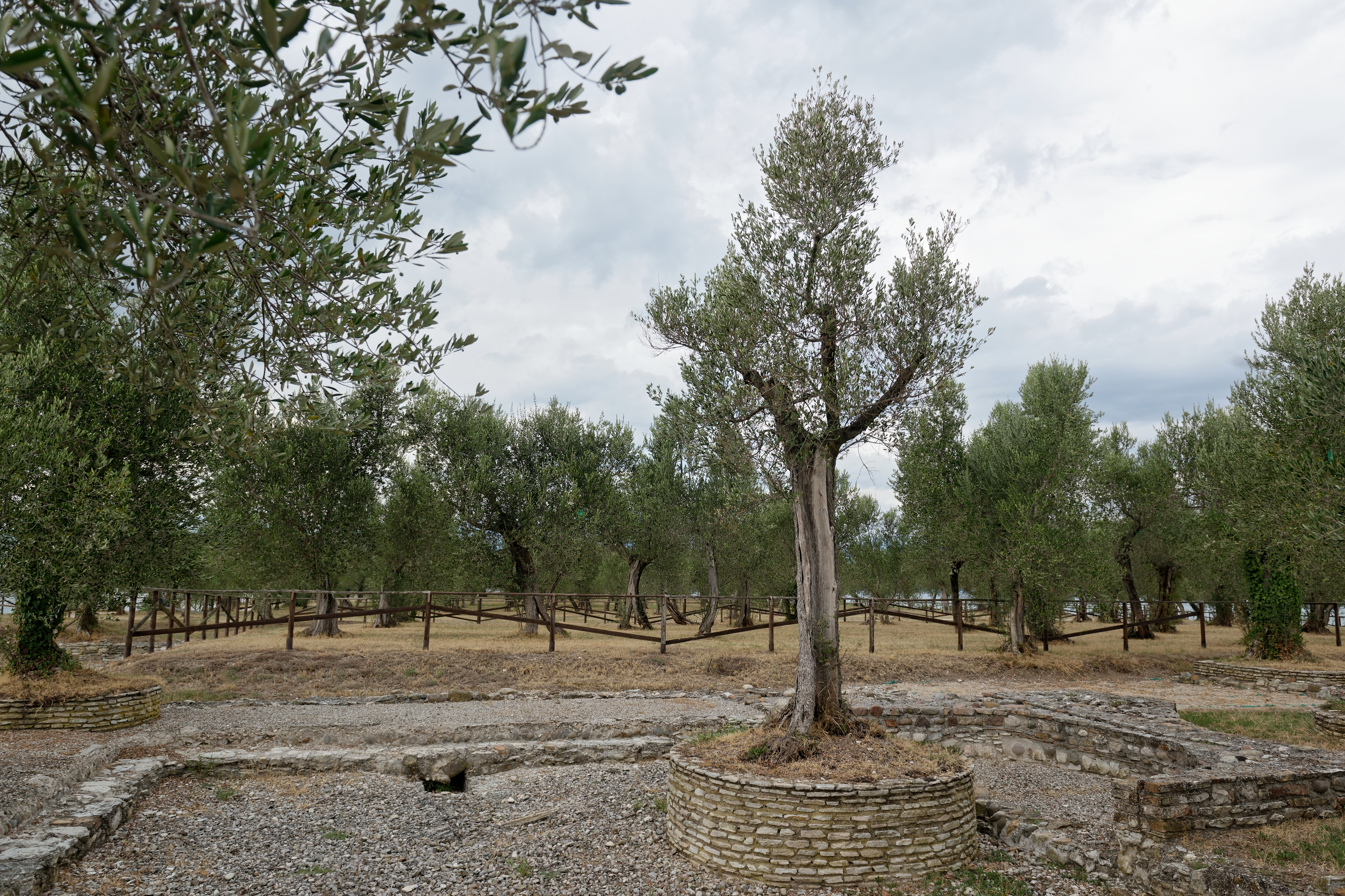
Grande oliveto ("gran oliver")

A la dècada del 2010, es va completar un programa de recuperació de l'oliverar històric. Actualment hi ha unes 1500 oliveres, algunes centenàries, presents a tot el jaciment, pertanyents a tres varietats típiques de la zona (casaliva, leccino i gargnà ). La collita d'olives per produir oli d'oliva verge extra es va reprendre el 2012.

## Descripció del lloc

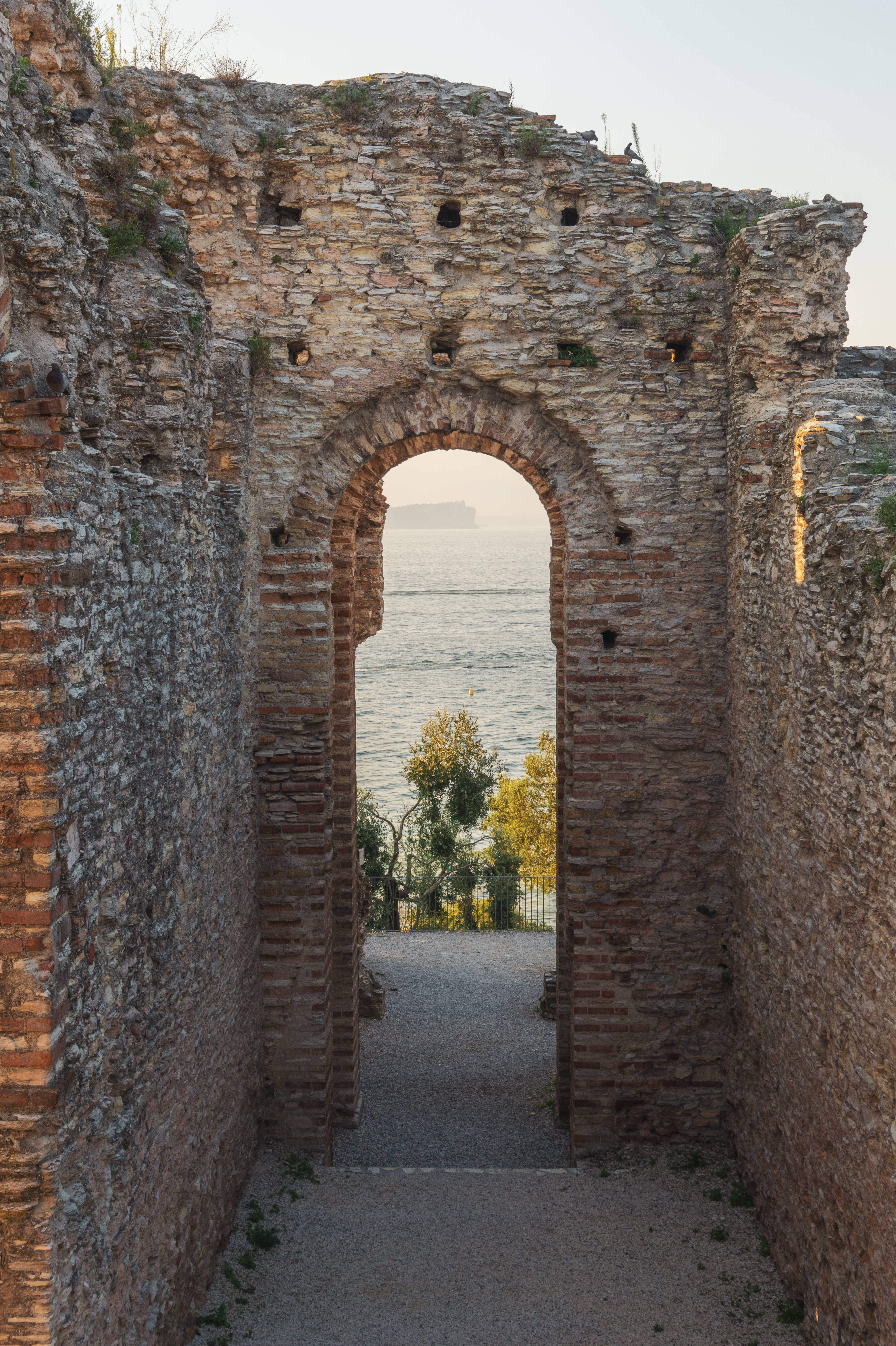
Substructures nord de l'edifici residencial

El complex arqueològic, encara avui només parcialment excavat, s'estén al llarg d’una superfície d’aproximadament dues hectàrees. La vil·la presenta una planta rectangular de 167 per 105 metres, amb dues façanes principals orientades al nord i al sud. Per adaptar-se a la inclinació del banc de roca sobre el qual s’erigia l’edifici, es van construir grans estructures de suport —les anomenades substruccions— al sector nord, mentre que en altres zones es van efectuar talls profunds per modelar i estabilitzar el terreny rocós.
La planta principal, que corresponia a la residència del propietari, és la que ha patit més danys al llarg del temps. La seva exposició directa a les inclemències i el fet que, després de l’abandonament de la vil·la, fos utilitzada durant segles com a pedrera per extreure materials, en van accelerar la degradació. En canvi, les plantes intermèdia i inferior han arribat fins a nosaltres en un estat de conservació molt més satisfactori.
L'entrada principal a l'edifici era a la part davantera sud. La vil·la es caracteritzava per llargs porxos i terrasses obertes cap al llac al llarg dels costats est i oest, que comunicaven al nord amb una gran terrassa mirador, equipada amb un velari.

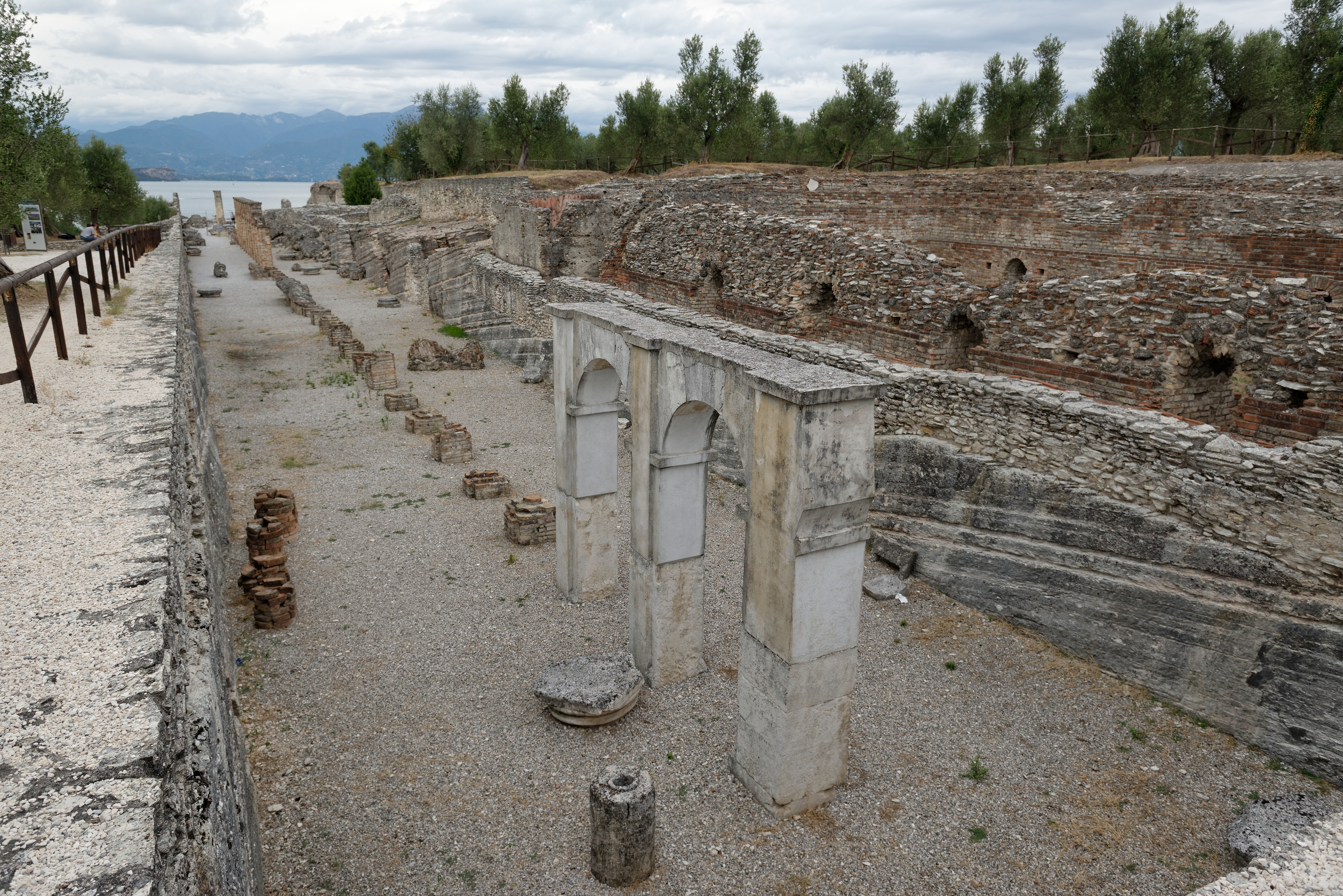
El criptopòrtic del costat oest

Al costat oest, hi ha un criptopòrtic, un llarg passeig que abans era cobert. Les parts residencials de l'edifici es trobaven a les zones nord i sud, mentre que la regió central, formada avui pel gran olivet, estava ocupada per un jardí. Al costat sud, sota un sòl d'opus spicatum, hi ha una gran cisterna de gairebé quaranta-tres metres de llargada, que recollia l'aigua necessària per a l'ús diari. L'extens sector termal de la vil·la, format per diverses habitacions situades a la zona sud-oest, inclosa una piscina, probablement es va obtenir a principis del segle II .

Les diverses habitacions de la vil·la tenen noms convencionals suggestius, derivats de la tradició local establerta o d'interpretacions formulades durant les primeres excavacions. Al costat nord de les ruïnes es poden trobar l'Aula dei tre pilastri ("La sala dels tres pilars"), il lungo corridoio ("El passadís llarg"), la trifora del paradiso ("La trífora del cel"), il grande pilone ("El gran piló"), la grotta del cavallo ("La cova dels cavalls") i l'aula dei giganti ("La sala dels gegants").

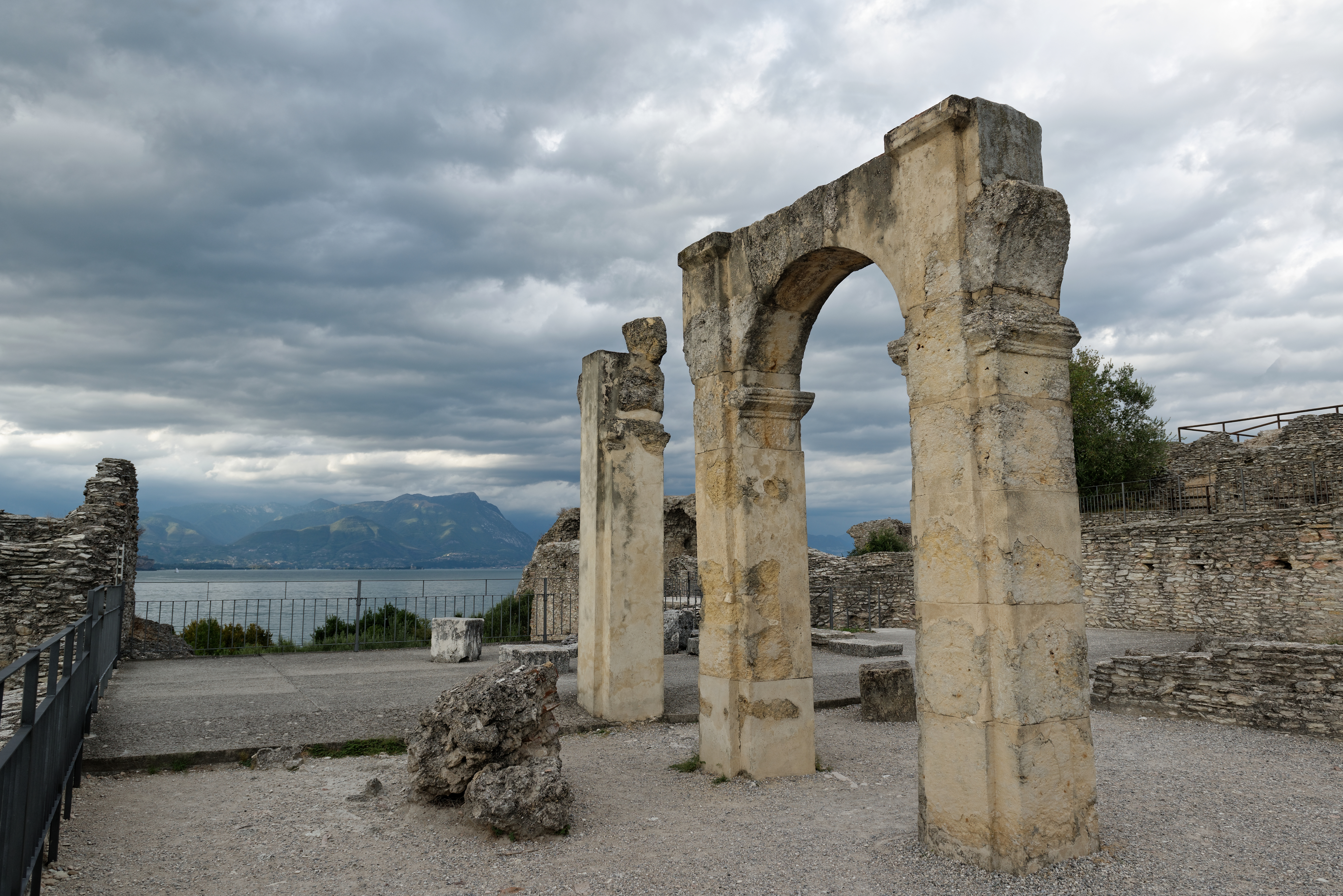
Arco imperiale Arc imperial
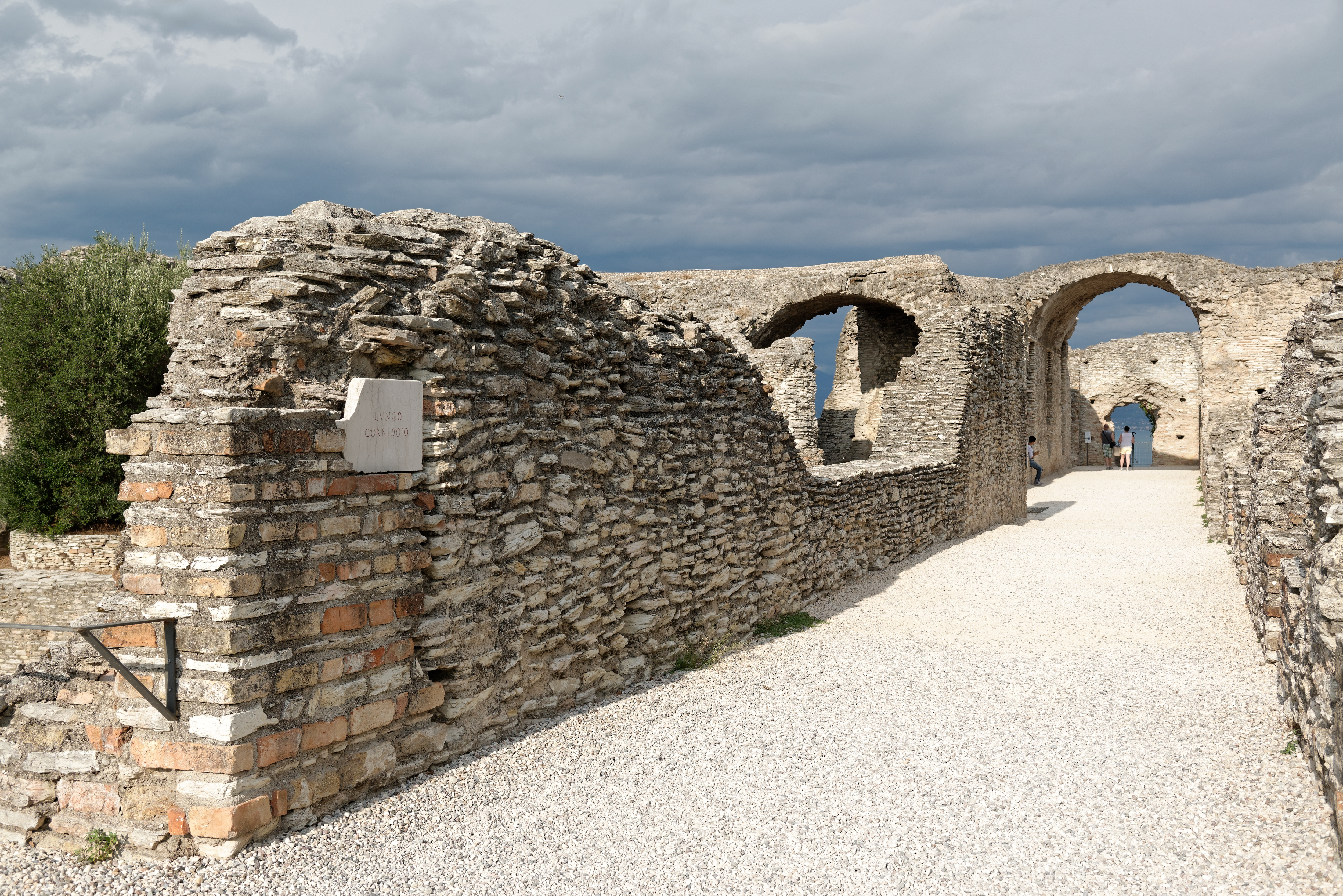
Il lungo corridoio "Corredor llarg"
Trifora del paradiso "Trífora del paradís"

## En la cultura popular
El lloc va ser un dels platós de rodatge de la pel·lícula del 2017 Call Me by Your Name (receptora de quatre nominacions i un premi de l'Acadèmia).

## Galeria

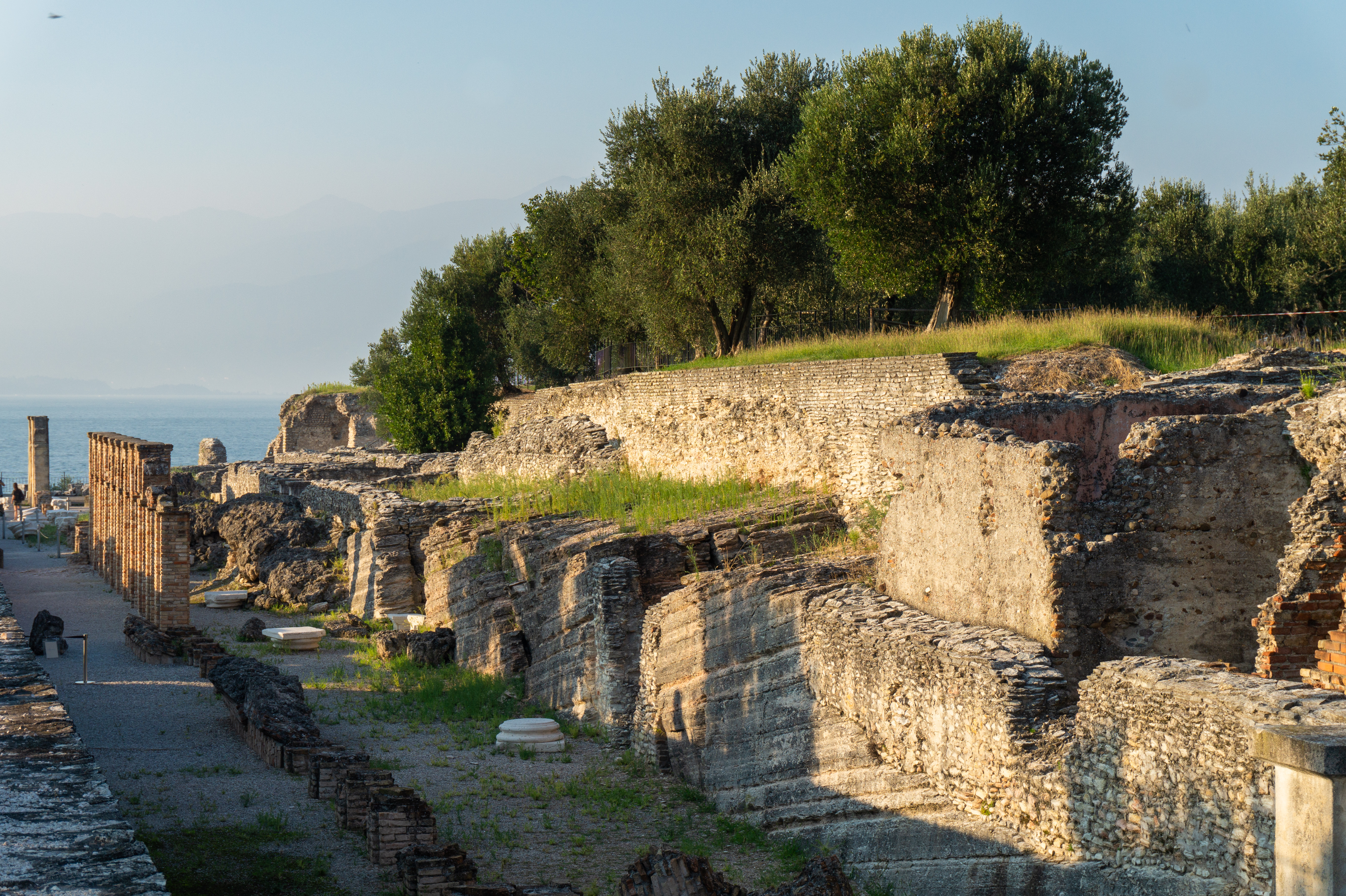
Ruïnes del doble criptopòrtic
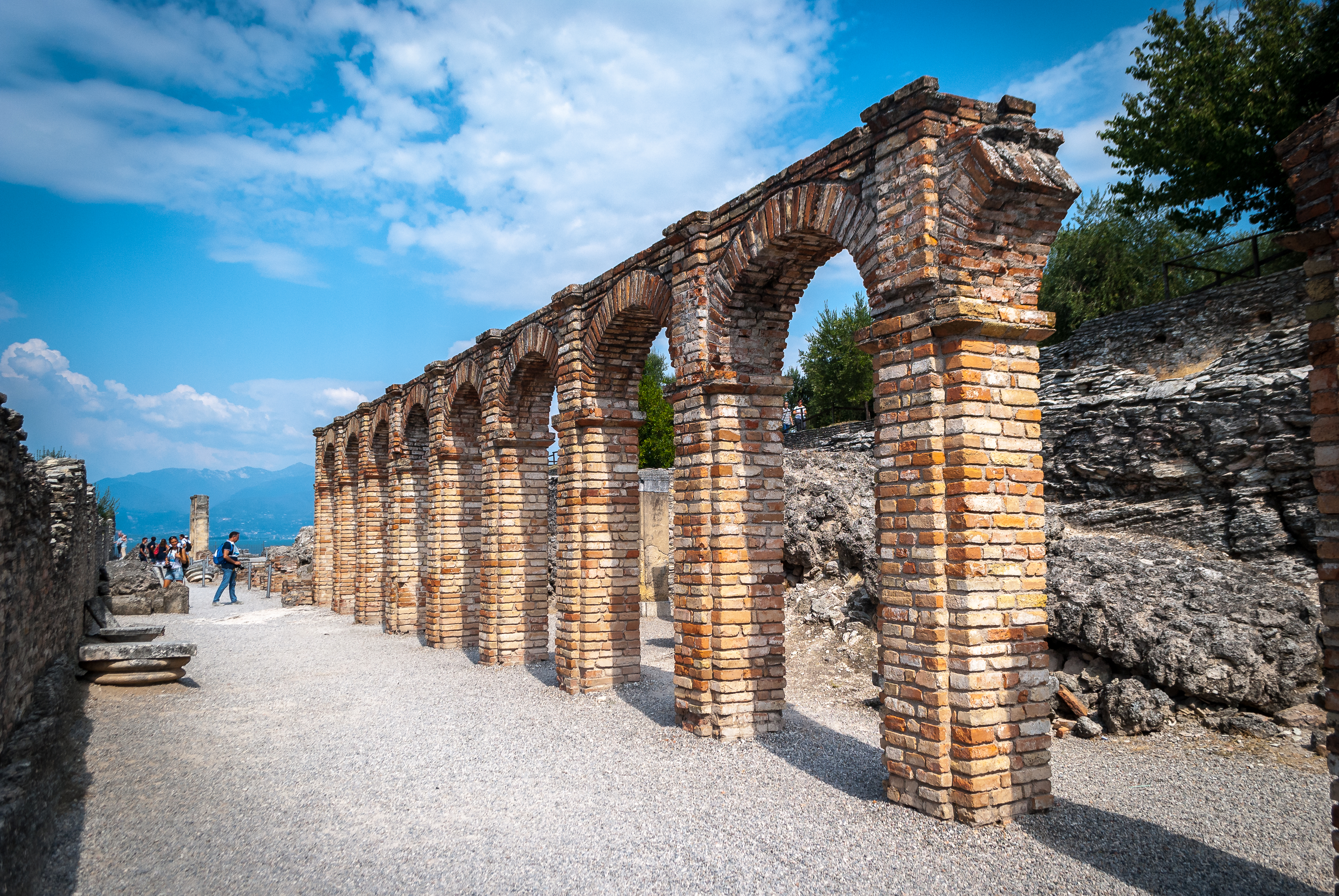
El criptopòrtic vist a nivell del terra
Zona residencial travessada pel corridoio del Lungo
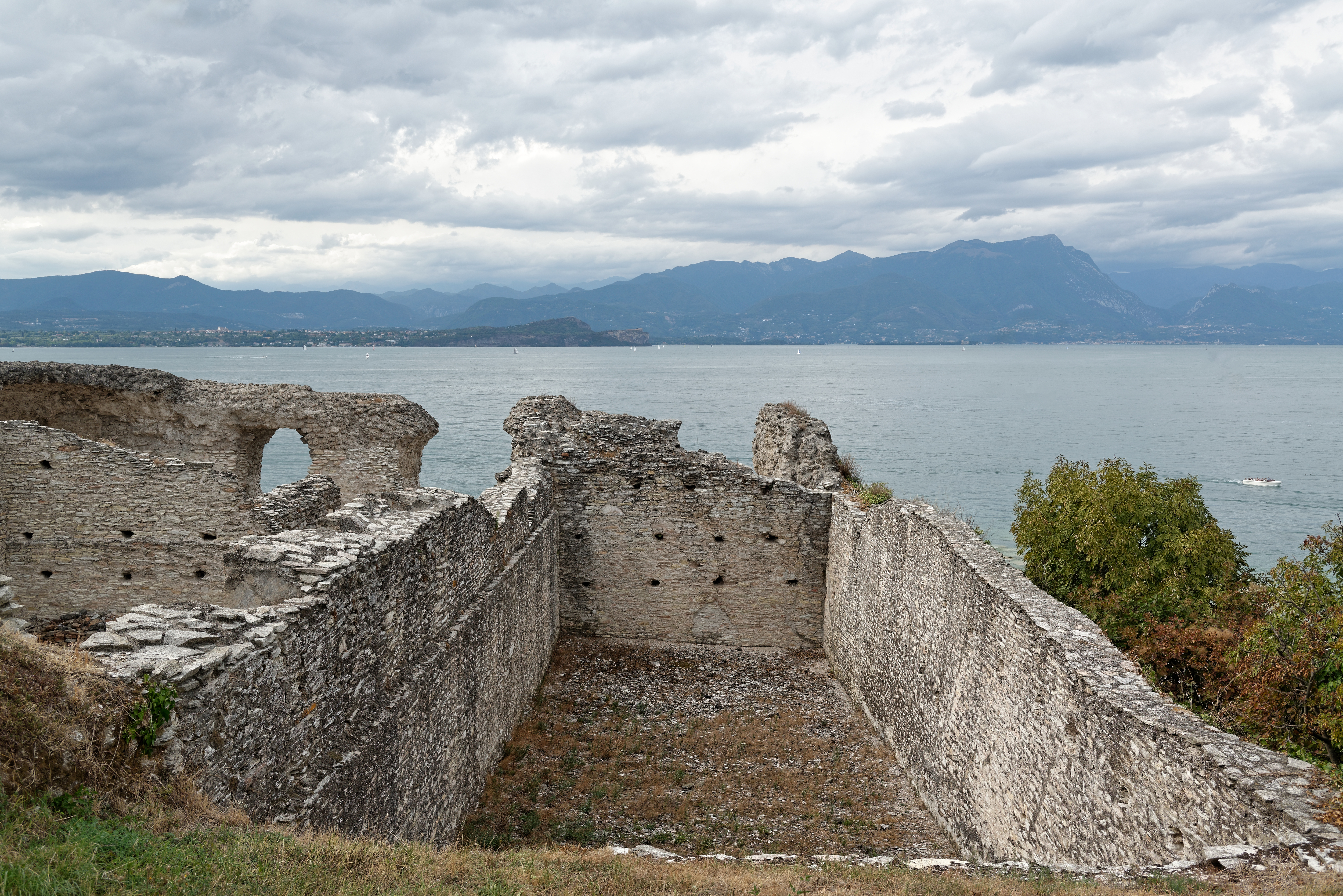
Substruccions a la zona residencial
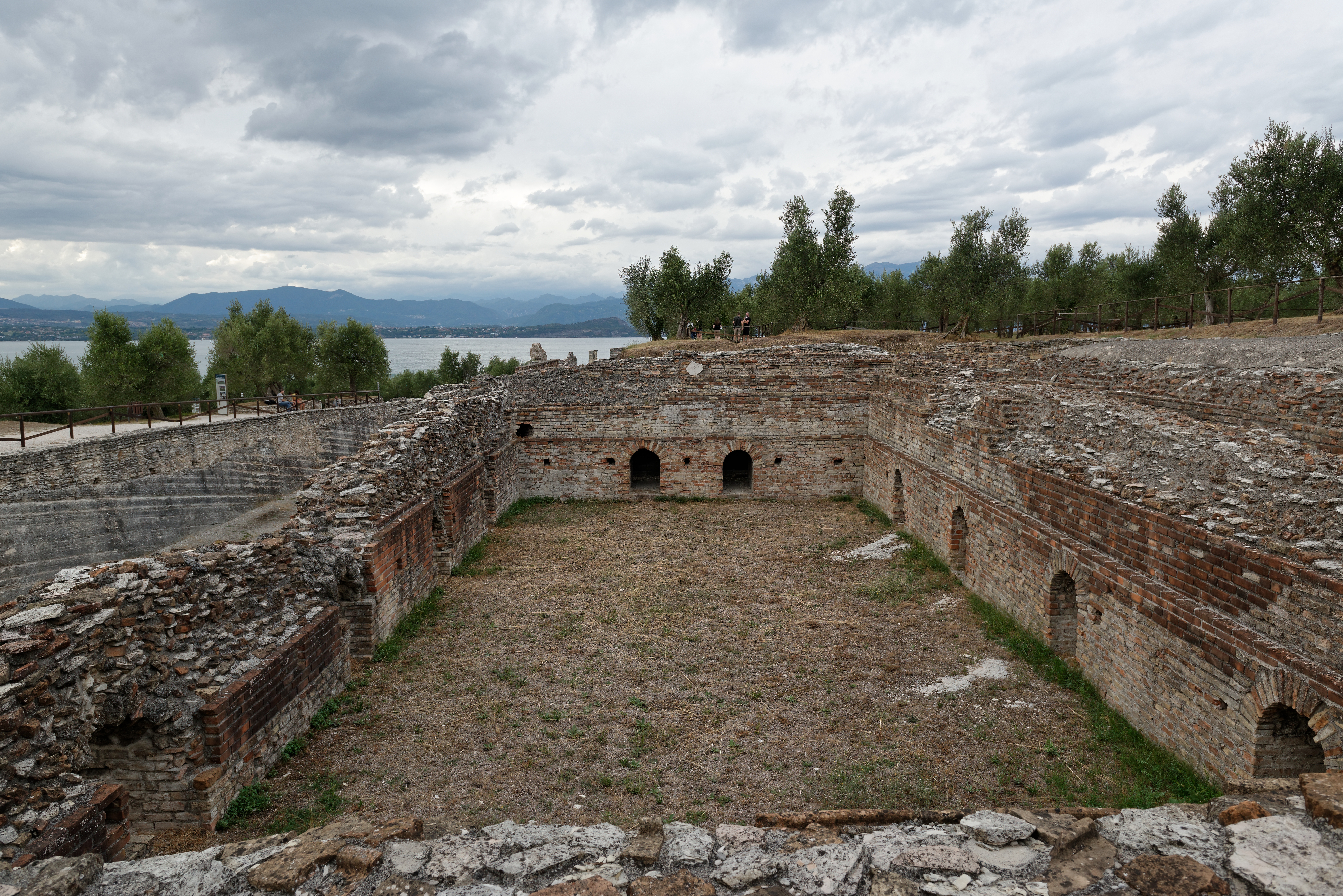
Piscina
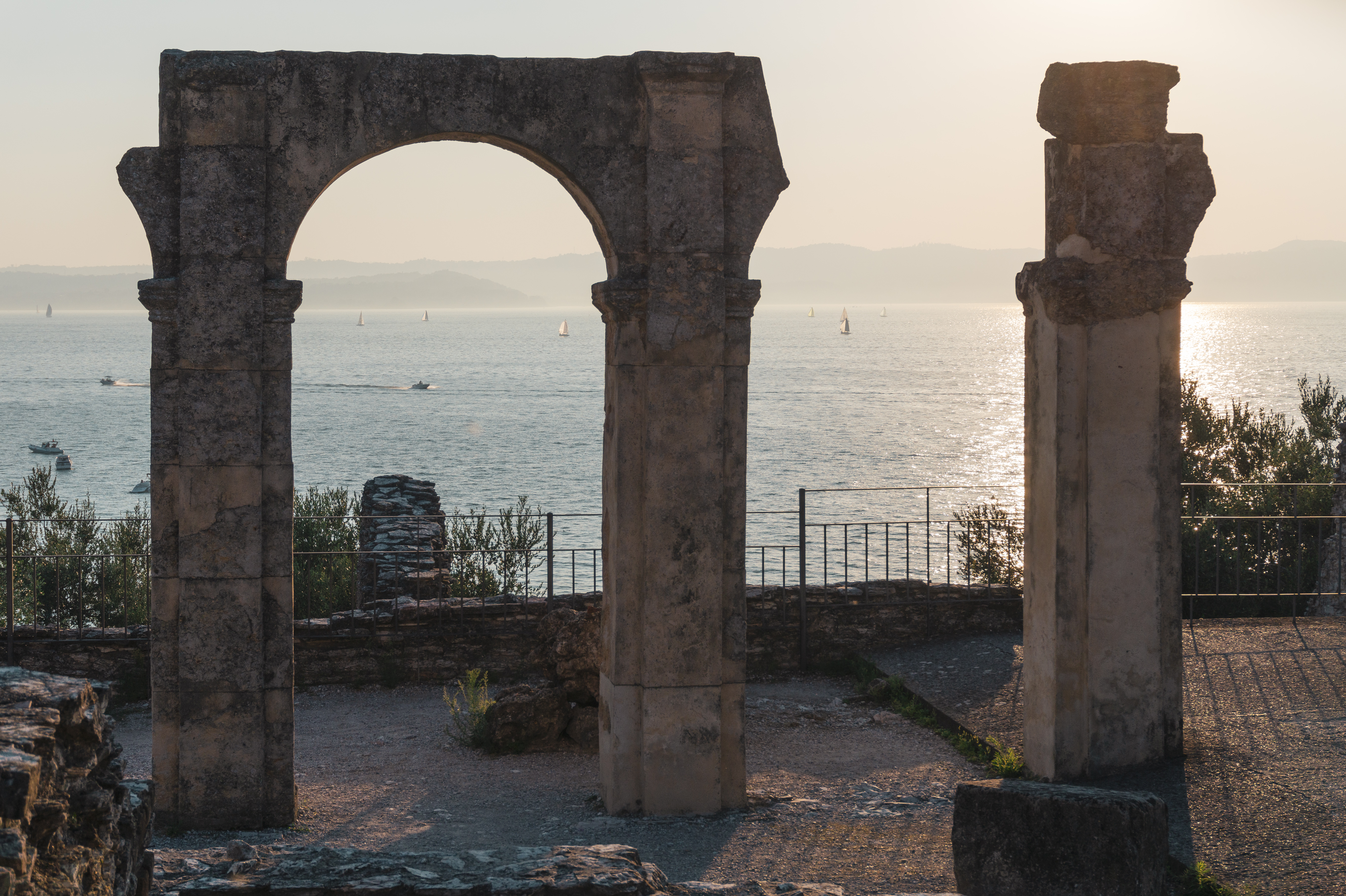
L' Arc Imperial davant del llac de Garda
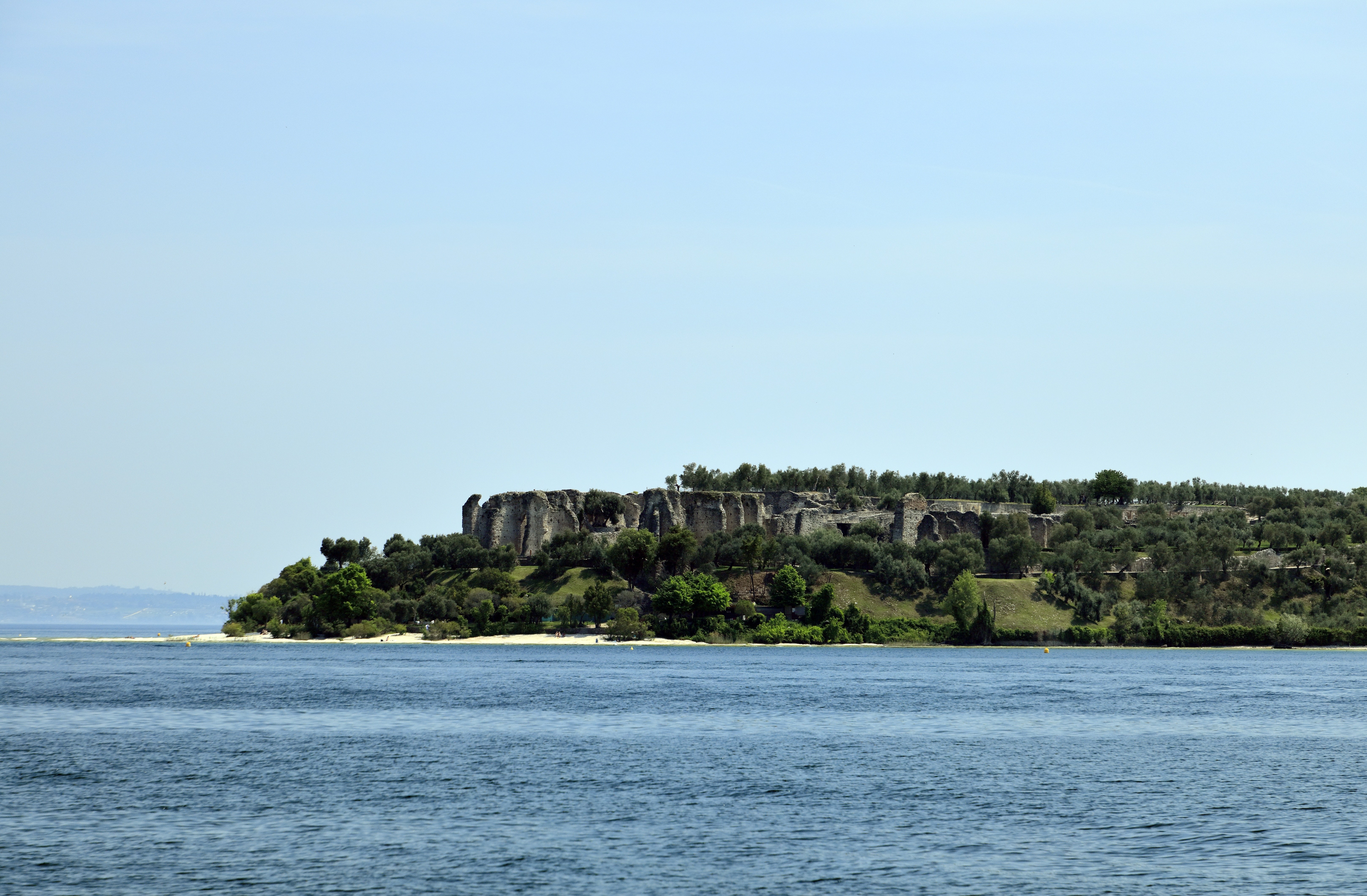
Vista des del llac